# Машрабія

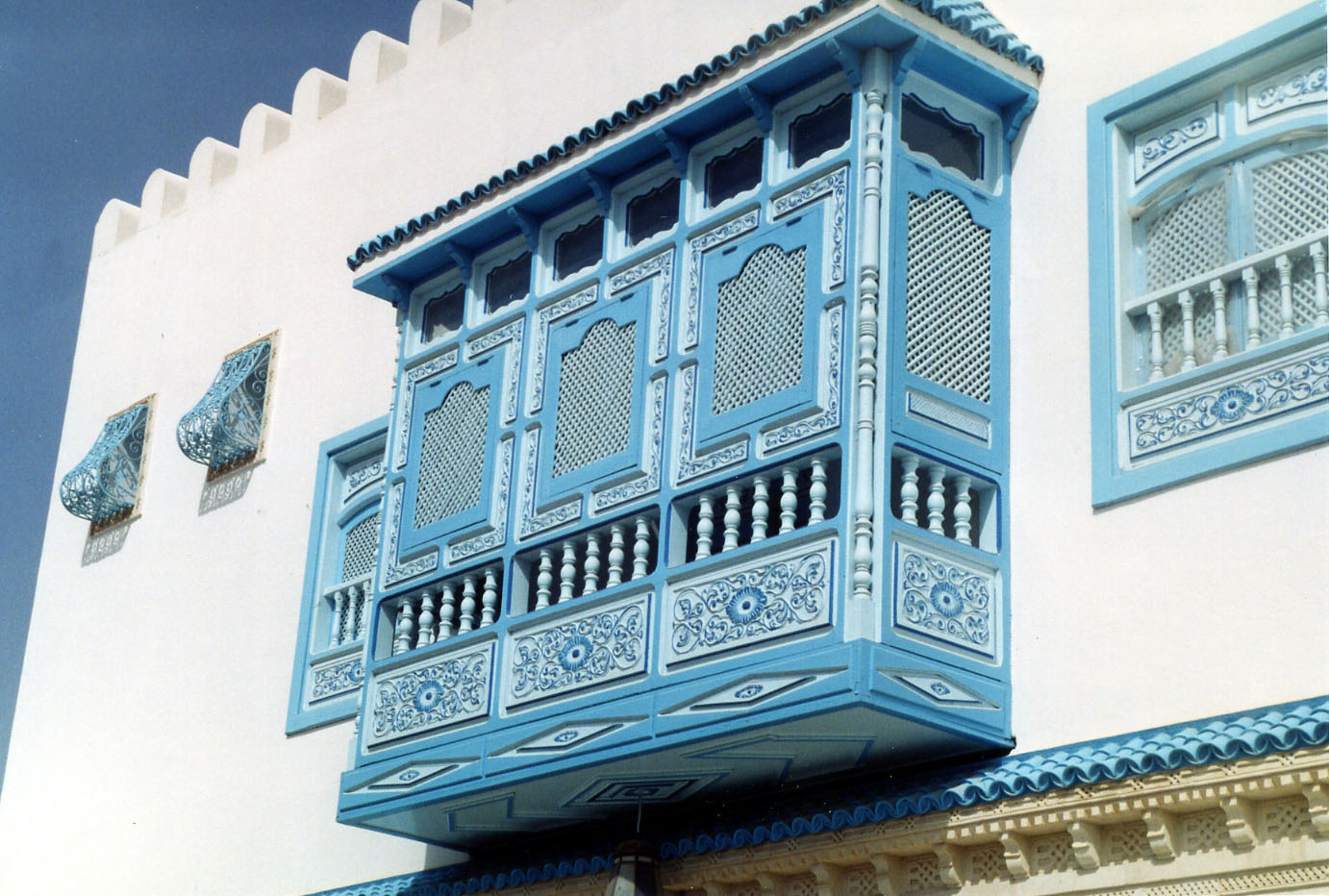
Ганнарія в Тунісі

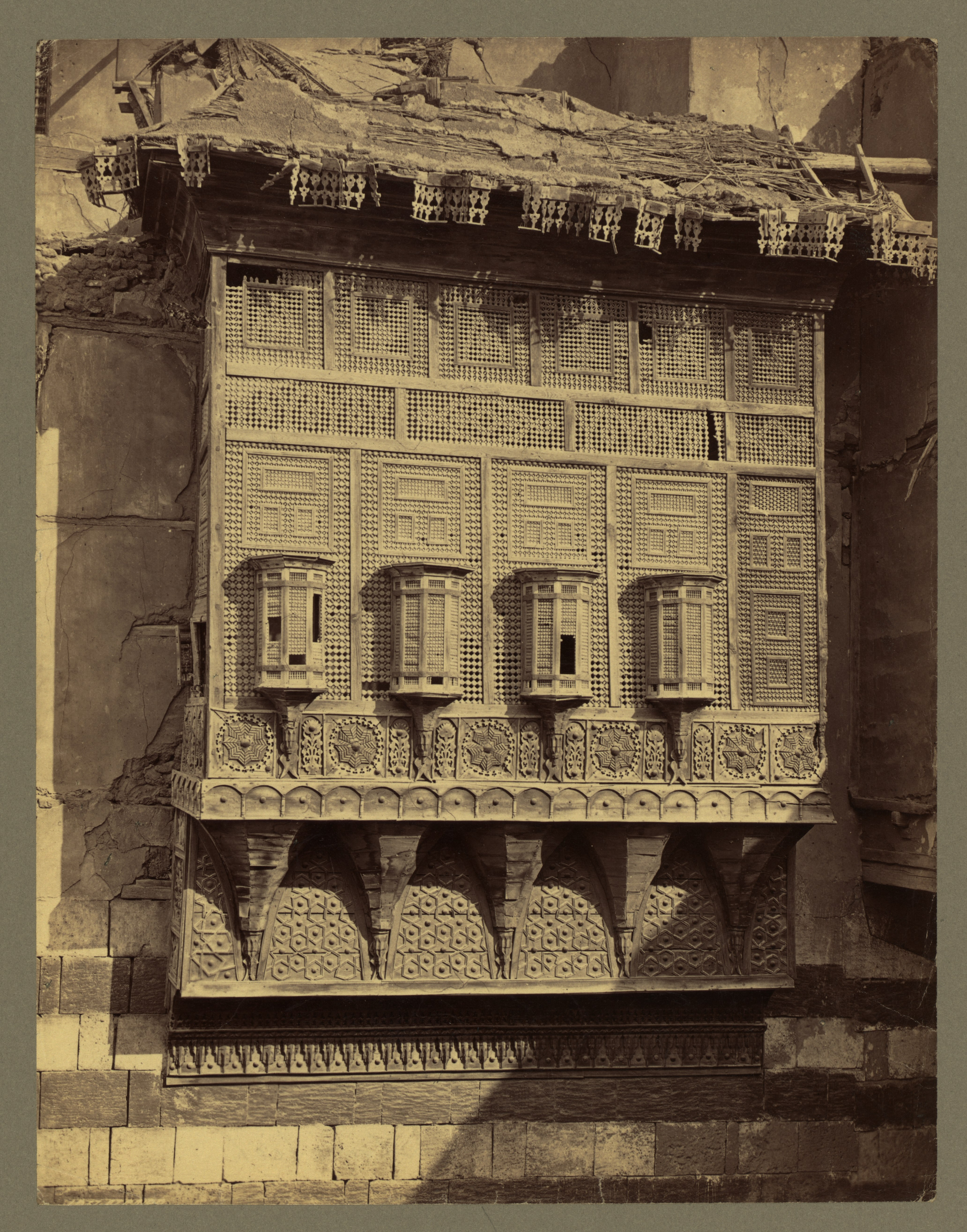
Традиційний балкон машрабія в Каїрі (фото 19-го століття)

Машрабія (араб. مشربية), також або шаншуль (شنشول) або рушан (روشان) - закритий еркер, що характерний для традиційної архітектури в ісламському світі  та за його межами. Турецькою називається şahnişin, з перської.
Це тип виступаючого еркерного вікна, огородженого різьбленими дерев’яними решітками, розташованих на верхніх поверхах будівлі, іноді доповнених вітражами. Традиційно використовувався для вловлювання і охолодження вітром; У нього поміщали банки та тази з водою, щоб викликати випарне охолодження. 
Використовується з середньовіччя і аж до 20 століття. Найчастіше використовується на вуличній стороні будівлі; однак, він також може використовуватися внутрішньо на подвір'я. 

## Етимологія
Термін машрабія походить від кореня, який означає пити або поглинати. Є дві теорії його назви:
Більш поширена теорія полягає в тому, що цей термін походить від арабського слова шараба (що означає пити), оскільки місце використовувалося для невеликої дерев’яної полиці, де зберігалися горщики з питною водою. Полиця була огороджена деревом і розташована біля вікна, щоб вода була прохолодною. Пізніше ця полиця розвивалася, поки не стала частиною кімнати але зберегла назву, незважаючи на радикальні зміни у використанні. 
Менш поширена теорія полягає в тому, що спочатку назва була машрафія, що походить від дієслова shrafa, що означає не помічати або спостерігати. Протягом століть назва повільно змінювалася через зміну звуку та вплив інших мов. 
У деяких частинах арабського світу машрабія може бути відома як таріма, рушан або шанашіл. 

## Історія

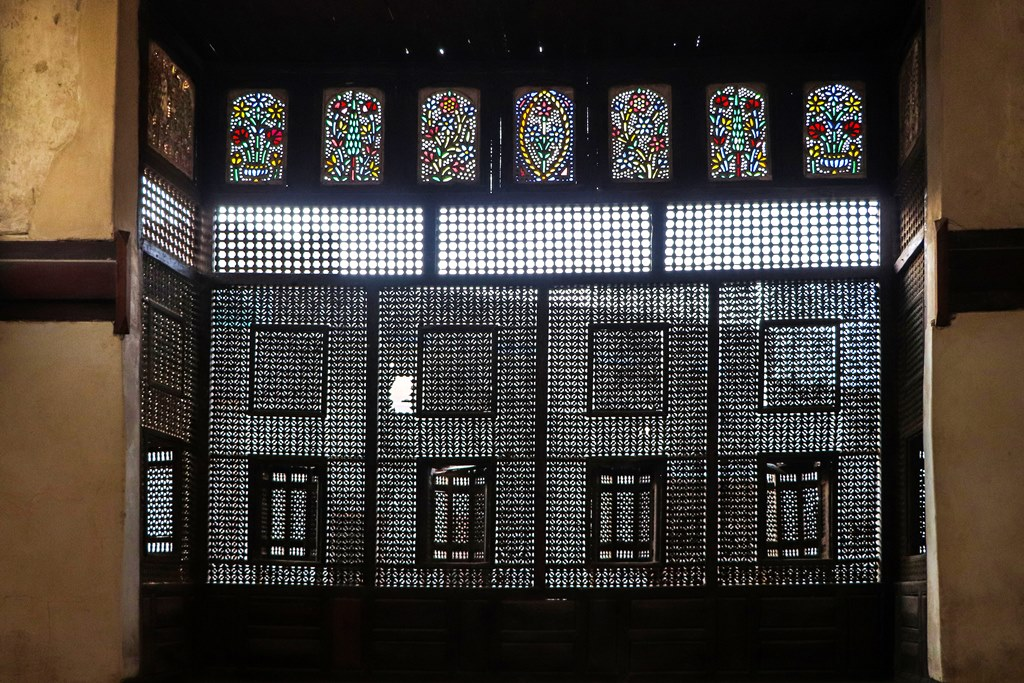
Машрабія палацу Байт аль-Раззаз

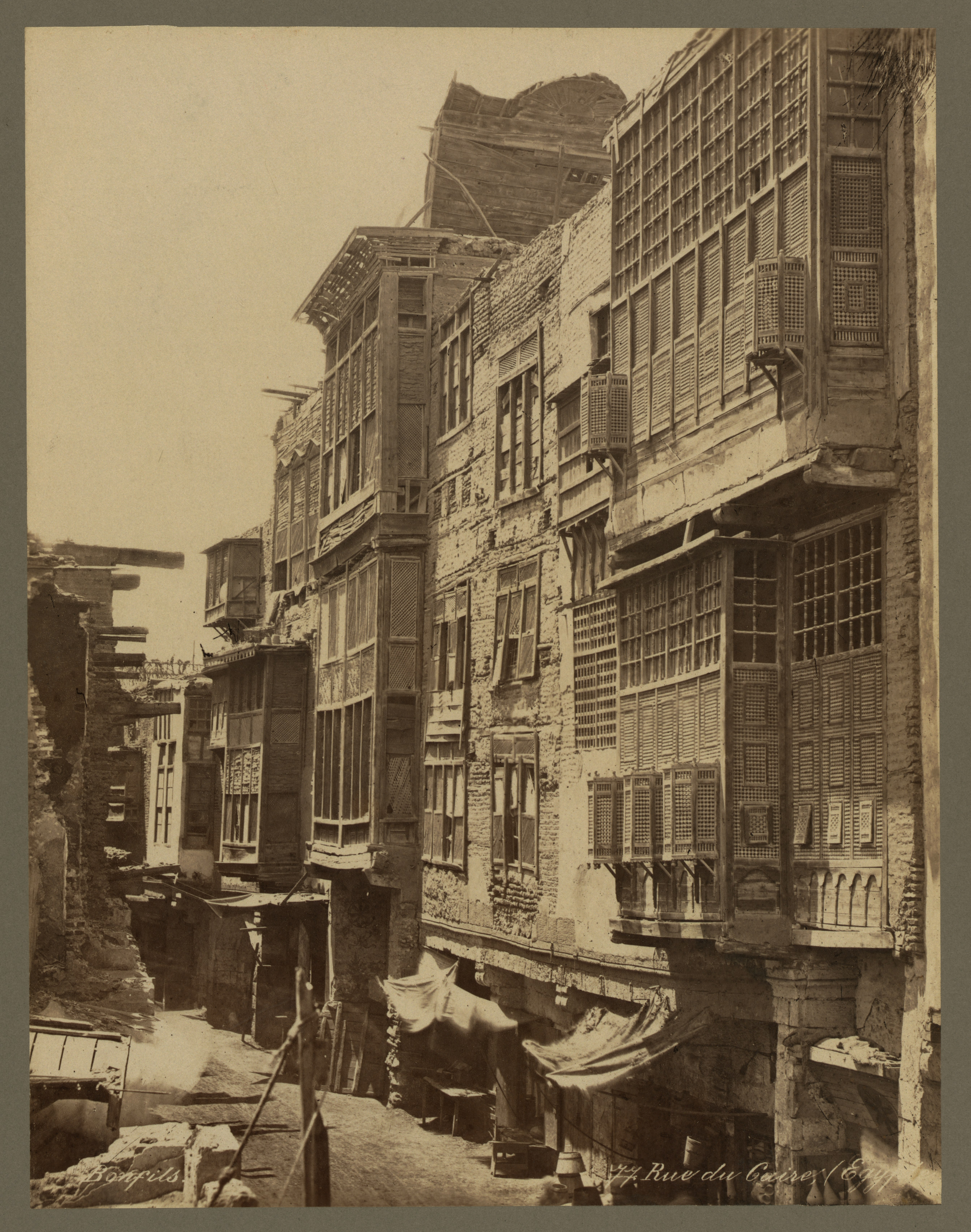
Житлова вулиця в історичному Каїрі з будинками з балконами машрабія (фото 19-го століття)

Походження машрабії можна знайти в коптських церквах Єгипту. Дерев’яні роботи, які використовували для машрабій, були успадковані від стародавніх єгиптян, які використовували дерево для своїх дверей і для покрівлі своїх будинків.  Машрабії, які залишилися в містах Близького Сходу, в основному були побудовані наприкінці 19-го та на початку-середині 20-го століття,  але деяким машрабіям від трьох до чотирьохсот років. Збережений приклад стародавньої резиденції, що включає машрабію, — це Байт аль-Раззаз, двоповерховий особняк, що датується періодом мамлюків у Каїрі. 
В Іраку в 1920-х і 1930-х роках на дизайн решітки вплинули руху в стилі модерн і ар-деко того часу. 
Машрабії, поряд з іншими відмінними рисами історичної ісламської архітектури, були знесені в рамках програми модернізації в арабському світі з перших десятиліть 20-го століття.  У Багдаді представники художньої спільноти побоювалися, що народна архітектура буде назавжди втрачена, і вжили заходів для її збереження.  Архітектор Ріфат Чадірджі та його батько Каміл фотографували споруди та пам’ятники в Іраку та Саудівському регіоні та опублікували книгу фотографій.  Художник і педагог Лорна Селім намалювала ці будівлі з їх декоративною машрабією і повела своїх студентів Багдадського архітектурного інституту на провулки та набережні Багдада, щоб намалювати народні споруди, щоб оцінити їх важливість.  Такі ініціативи сприяли оновленню інтересу до традиційних практик як засобу побудови житлових будинків у суворих кліматичних умовах. 

## Будівництво

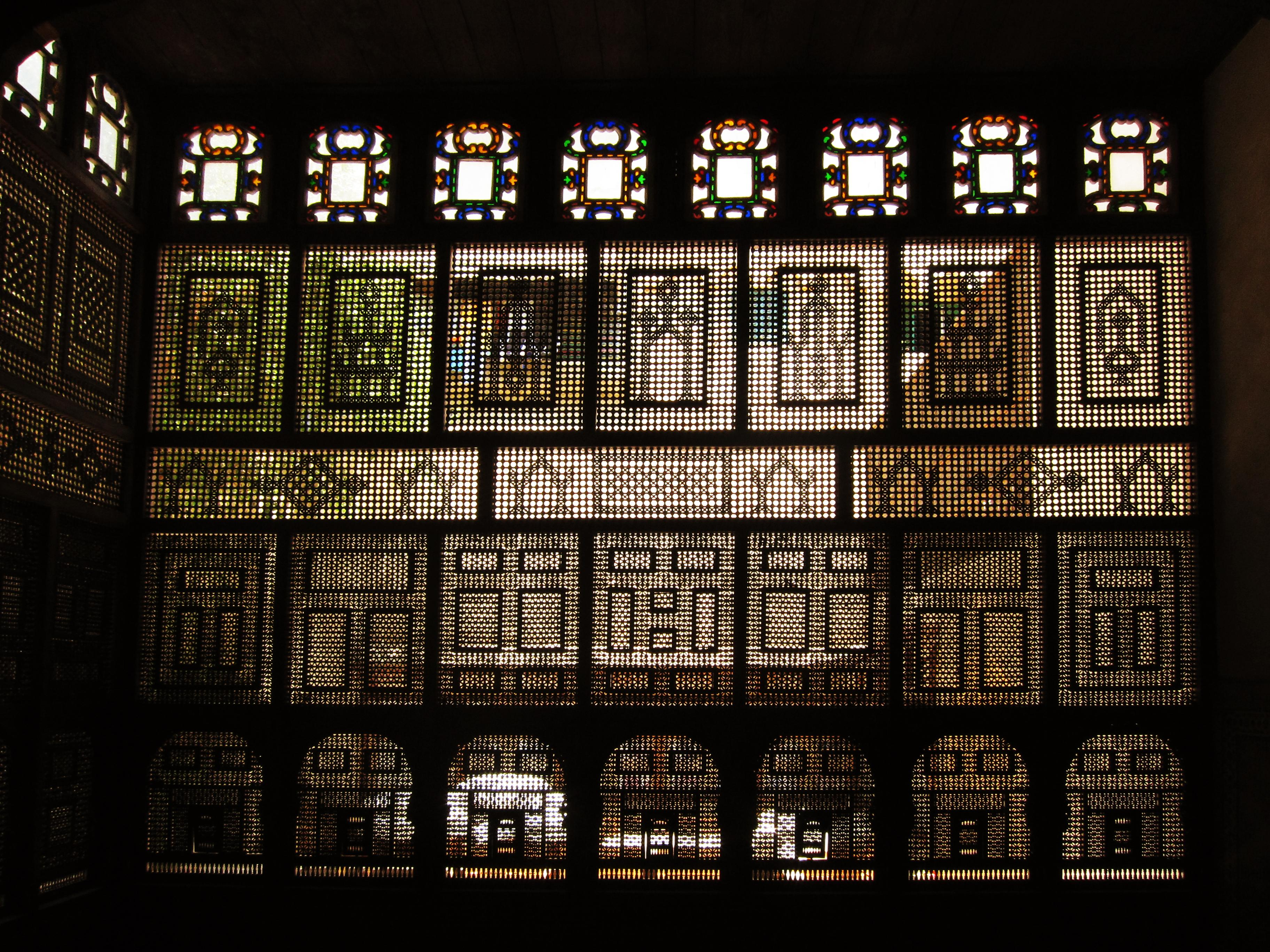
Решітка в будинку Байт Аль-Сухаймі в Каїрі, Єгипет

Традиційно будинки будували з саману, цегли або каменю або їх комбінації. Дерев'яні будинки не популярні і майже не зустрічаються. Висота забудови в міських умовах коливається від двох до п’яти поверхів (хоча єменські будинки можуть досягати до семи поверхів), а машрабії на другому рівні і вище. Балки будинків розширяють на вулицю, збільшуючи площу верхнього поверху. Потім верхній поверх обгороджують решіткою і закривають деревом. 
Існують різні типи машрабій, а дизайн решітки відрізняється від регіону до регіону. Більшість машрабій закриті, де решітка обшита вітражами. Ця територія є частиною кімнат на верхніх поверхах, що збільшує план поверху. Деякі машрабії відкриті і не обкладені склом; Машрабія функціонує як балкон. Іноді конструкція екрану з дерева зменшується, завдяки чому машрабія нагадує звичайний критий балкон. 

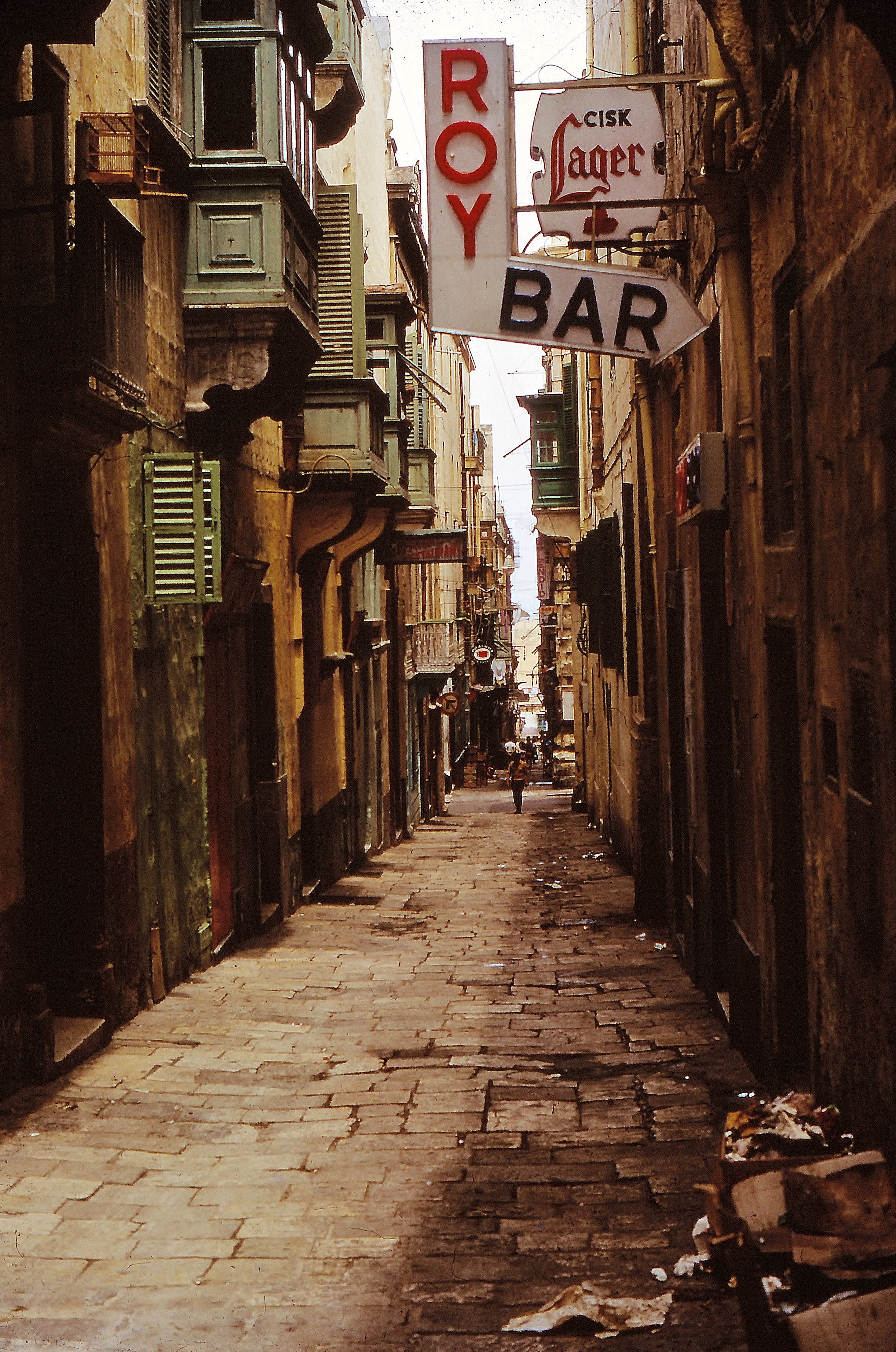
Рано вранці 1967 року на Стрейт-стріт у Валлетті показують його численні «галларії».

## Поширення
Машрабії в основному використовувалися в будинках і палацах, хоча іноді в громадських будівлях, таких як лікарні, корчми, школи та урядові будівлі. Вони, як правило, асоціюються з будинками міської еліти. В основному вони зустрічаються в Машріку, тобто в східній частині арабського світу, але деякі типи подібних вікон зустрічаються також у Магрибі (західна частина арабського світу). Вони дуже поширені в Іраку, Ірані, Леванті, Хіджазі та Єгипті. У Басрі, де вони дуже поширені, вони відомі як шанашіл (або шанашіл ) у тій мірі, що Басру часто називають «містом Шанашіл». У Басрі досі збереглося близько 400 традиційних будівель. 
На Мальті машрабії є досить поширеними, особливо в густих міських районах. Зазвичай вони виготовляються з дерева і включають скляні вікна, але є також варіації з каменю  або алюмінію. Можливо, вони виникли приблизно в десятому столітті під час арабської окупації острову. Сучасне слово для цього в мальтійській мові «gallarija» має італійське походження.  У 2016 році мальтійська влада визнала машрабії попередниками закритого балкона  «галларії», загалом 36 стародавніх машрабій запланували як охоронювані об’єкти 2 ступеня.    

## Використання

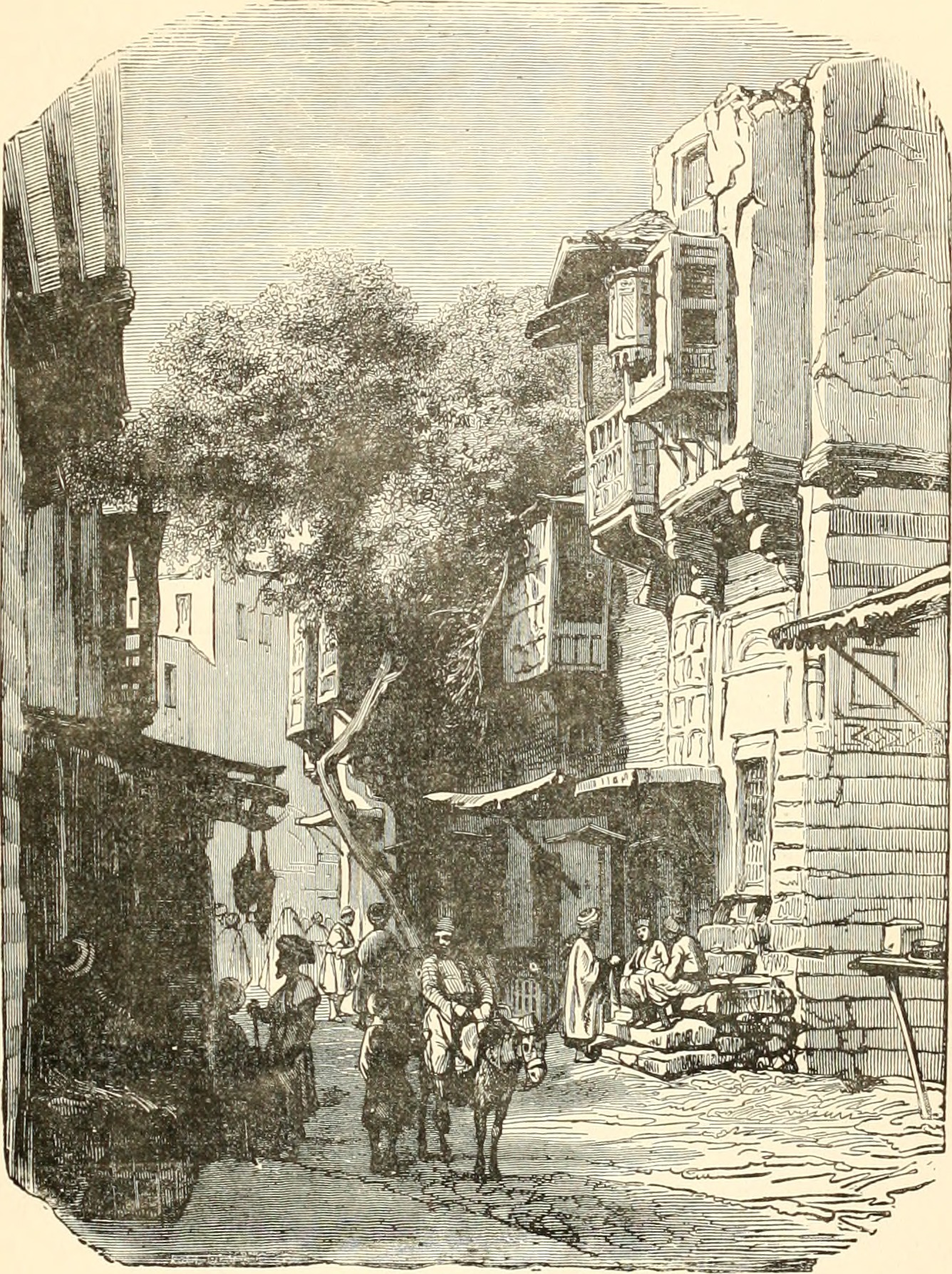
Вуличний пейзаж Каїра

### Соціальний
Однією з головних цілей машрабії є конфіденційність, важливий аспект арабської та мусульманської культури.  З вікна машрабії мешканці можуть непомітно бачити вулицю. 
Машрабія була невід'ємною частиною арабського способу життя. Як правило, люди не спали в жодній призначеній кімнаті, а брали свої матраци і переходили в місця, які забезпечували найбільший комфорт відповідно до пори року: в машрабію (або шанашіл) взимку, у двір навесні або в склепінчасті підвали влітку. 

### Середовище

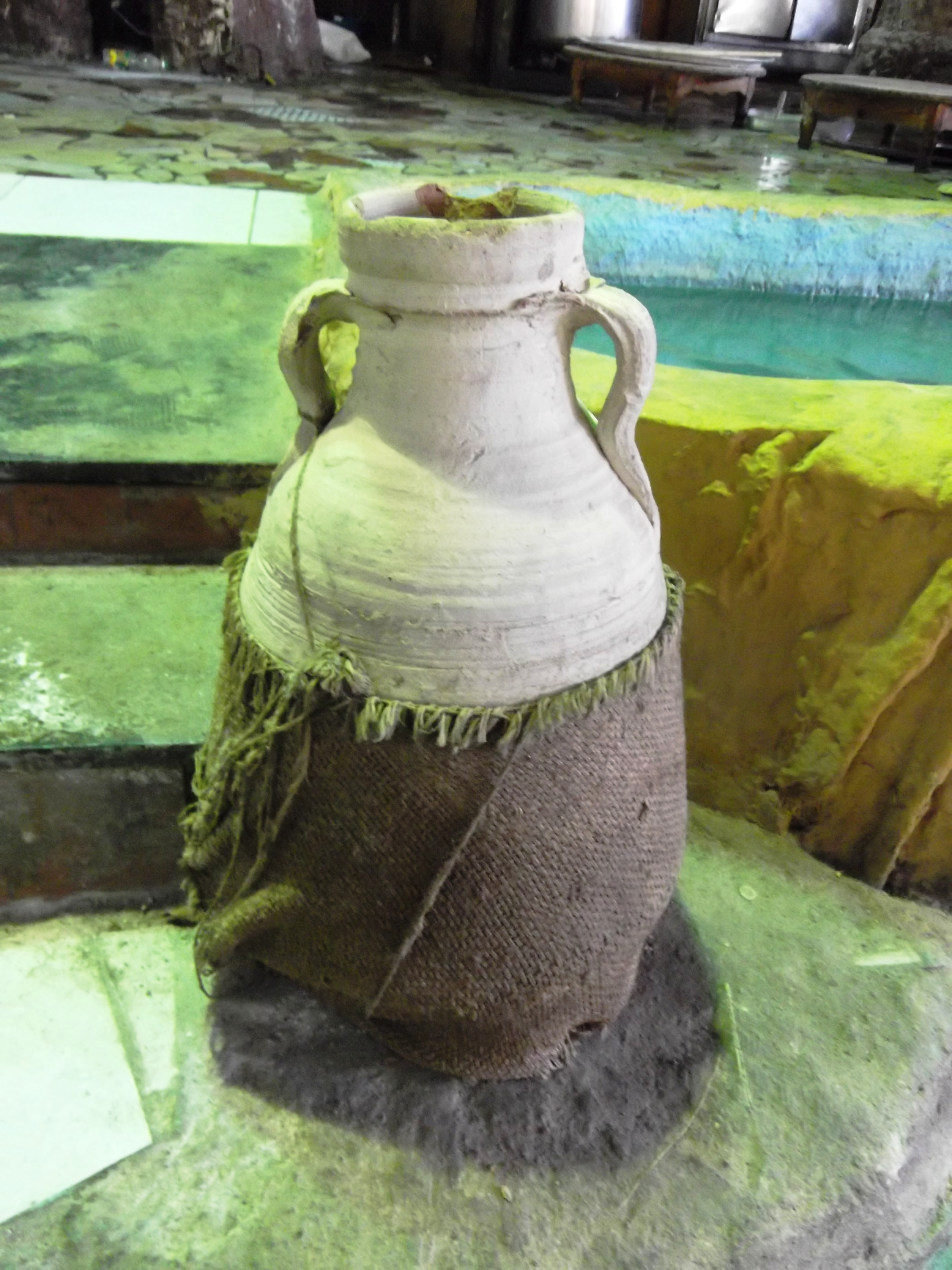
Цю куллу можна помістити в машрабію для пасивного охолодження

Дерев'яна ширма дає тінь і захищає від спекотного літнього сонця, пропускаючи прохолодне повітря з вулиці.  Конструкції решітки зазвичай мають менші отвори в нижній частині і більші отвори у верхніх частинах, що спричиняє протяг над головою. Це забезпечує переміщення значної кількості повітря в кімнаті, не викликаючи в ній дискомфорту. Властивості кондиціонування повітря вікна, як правило, покращуються шляхом розміщення банок з водою в зоні, що дозволяє повітрю охолоджуватися шляхом випарного охолодження, коли воно проходить над банками. 
Виступ машрабії досягає кількох цілей: пропускає повітря з трьох сторін, навіть якщо вітер зовні дме паралельно фасаду будинку.
Балкон обслуговує також вулицю, оскільки ряд спроектованих машрабій забезпечує притулок для тих, хто знаходиться ззовні від дощу чи сонця. 

### Архітектура

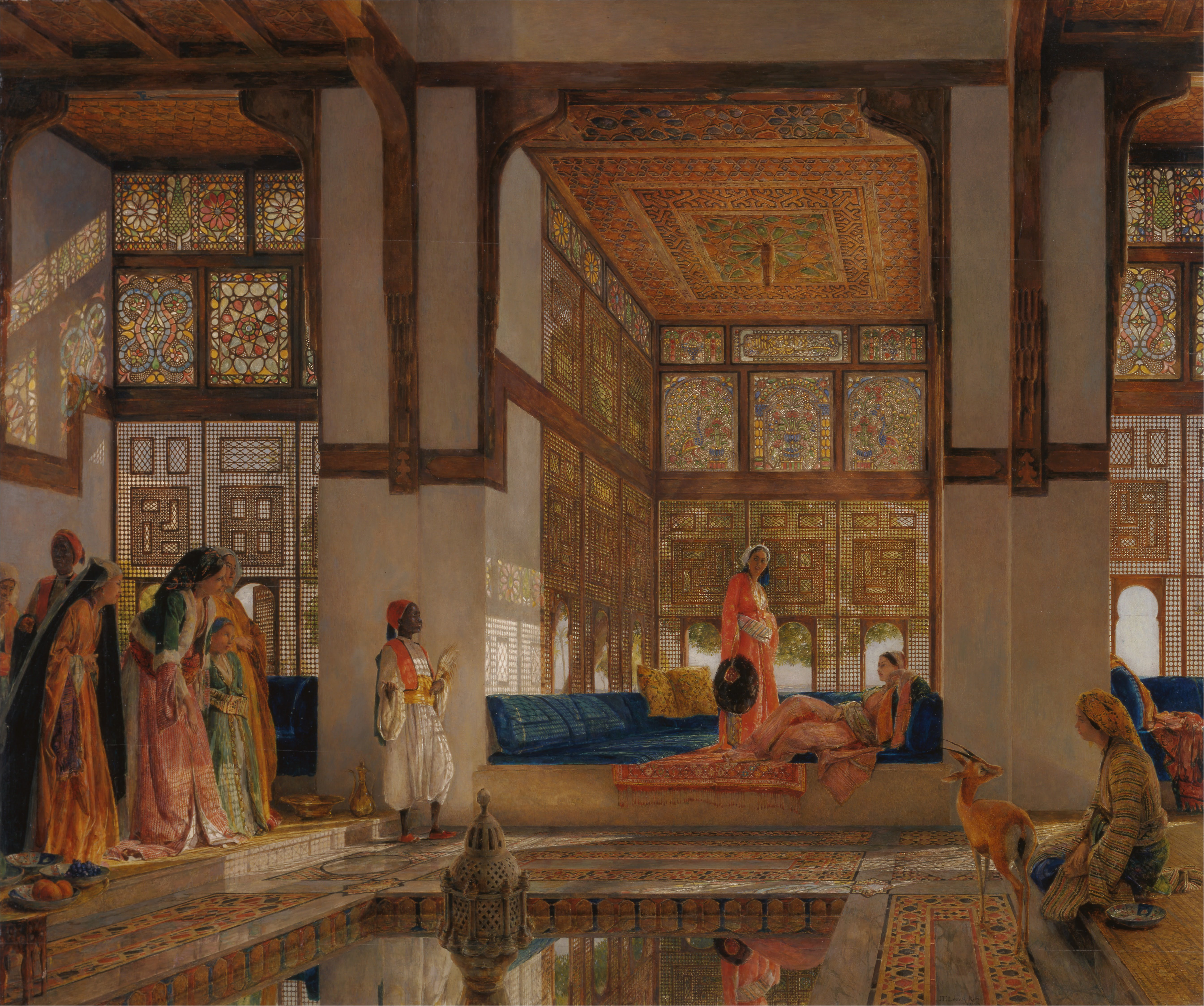
Машрабія Каїра 1800-х років зсередини, як декорація для уявної сцени

Однією з головних архітектурних переваг є виправлення геометрії будинку. Через звивистість і нерівномірність вулиць земельні ділянки також зазвичай мають неправильну форму, тоді як проекти будинків мають правильні квадрати та прямокутники. Щоб не допустити неправильної форми деяких кімнат і мертвих кутів - їх правлять за допомогою виносних балконів. Проєкція дозволяє скорегувати форми кімнат на верхніх поверхах і, таким чином, використовувати всю земельну ділянку. Це також збільшує корисну площу без збільшення розміру ділянки.